# 瑪瑙寺
瑪瑙寺（めのうじ、中国語: 玛瑙寺、拼音: Mǎnǎo Sì）は、中華人民共和国浙江省杭州市西湖区にある仏教寺院。

## 歴史
瑪瑙寺は後晋の開運3年（946年）に建立された。北宋の治平2年（1065年）、瑪瑙寺に正式に改名した。南宋の紹興22年（1152年）、現在地に移転した。清の乾隆帝は瑪瑙寺に3回行ったことがある。同治年間（1862年 - 1874年）は寺院を修復する。

## 伽藍
山門、大殿、廂房

## ギャラリー
- 廂房
- 大雄宝殿の遺址
- 大雄宝殿の遺址